# In the Depth of Night
In the Depth of Night – zespół black metalowy założony w Zielonej Górze na przełomie lat 1995 i 1996, z inicjatywy Woytasa (gitara, wokal) oraz Markusa (bass, krzyki). Grupa powstała w wyniku rozpadu kilku lokalnych zespołów, m.in. Revelation Of The Darkness, Silent Bells oraz Godless, które to można uznać za pierwotną wersję dzisiejszego oblicza .

## Początki
W latach 1996/97 ITDON stworzył materiał na swoje pierwsze demo zatytułowane „Klucz Do Wieczności”, które zarejestrowane zostało w domowym studio przy współudziale Maćka Niedzielskiego (syntezatory), znanego z Artrosis, Profanum czy Sui Generis Umbra.
„Klucz do Wieczności” to pięć utworów określanych przez członków zespołu jako destructive dark metal. Dość słaba jakość nagrania przysłoniła potencjał jaki tkwił w zawartych dźwiękach, dlatego demo nie zdobyło rozgłosu. Rok 1998 przyniósł kolejny nowy materiał ITDON. Wydane wtedy demo zatytułowane Destroyed Kingdom Spotted by Lie zostało przyjęte bardzo dobrze. Płytę nagrano w zielonogórskim Polysound studio, w którym powstały materiały takich grup jak: Witchmaster, Supreme Lord czy Profanum. Muzycy w dalszym ciągu trzymali się sprawdzonych brzmień ciężkiego i mrocznego metalu wzbogaconego o dźwięki syntezatorów. Początkowo materiał ukazuje się w formie kasety demo. Rok później opolska wytwórnia Seven Gates Of Hell wypuszcza go w limitowanym nakładzie jako MC oraz MCD. W 1999 r. zespół tworzy trzy nowe utwory (w tym cover King Diamond) które niestety z nieznanych przyczyn, nie zostały zarejestrowane i wydane do tej pory. 

## Dalsza działalność
Przez następne lata działalność ITDON jest praktycznie zawieszona – odchodzi Markus, a dalsza współpraca z M.N. staje się niemożliwa. Próby reaktywacji i kooperacji z innymi muzykami kończą się niepowodzeniem. Pod koniec lat 90., chcąc zaspokoić nieustanną potrzebę tworzenia muzyki, Woytas powołuje do życia projekt In The Shade Of Mind, poruszający się w klimatach industrial/ambient.
Dopiero w roku 2005 ITDON znów staje się aktywny. Do zespołu dołączyło dwóch nowych członków – Paweł (perkusja) oraz Młody (bass), znanych z takich grup jak Vomigod oraz Warfist. Jednakże po pewnym czasie współpraca z nowymi muzykami staje się niemożliwa i grupa ponownie zawiesza działalność.
Od 2006 roku Woytas wraz z członkami zespołu Taran tworzył nowe utwory.
W 2009 roku zespół powrócił wydając album studyjny zatytułowany To The New Light. Jest to płyta, na którą składa się dziesięć utworów wydanych na poprzednich dwóch demach.

## Dyskografia
- 1997: Klucz do Wieczności – Demo
- 1998: Destroyed Kingdom Spotted By Lie – Demo
- 1999: Destroyed Kingdom Spotted By Lie – MC & MCD (Seven Gates of Hell)
- 2008: To The New Light – CD (Redrum666/Fallen Angel)

## Kompilacje
- V.A. – Say You Love satan #1